# Tylophora polyantha
Tylophora polyantha är en oleanderväxtart som beskrevs av Volk.. Tylophora polyantha ingår i släktet Tylophora och familjen oleanderväxter. Inga underarter finns listade i Catalogue of Life.